# Kingsley Charles Dunham
Sir Kingsley Charles Dunham (* 2. Januar 1910 in Sturminster Newton, Dorset; † 5. April 2001 in Durham) war einer der führenden britischen Geologen und Mineralogen des 20. Jahrhunderts. Er war von 1950 bis 1971 Professor der Geologie an der University of Durham, und von 1967 bis 1975 Direktor des British Geological Survey.

## Leben und Wirken
Dunham zog als Kind mit seiner Familie nach Durham und besuchte dort die Brancepeth School und die Durham Johnston Comprehensive School. Danach schrieb er sich an der University of Durham ein, wollte zunächst Chemie studieren, wandte sich dann jedoch der Geologie zu. Er war ein begabter Musiker und als Student Organist am Hatfield College. 1930 graduierte er im Fach Geologie. Nach diesem Abschluss forschte er über die Gangminerale des Pennine Orefields in Nordengland als Schüler von Arthur Holmes und errang den Grad des PhD im Jahr 1932.
Nach einem kurzen Zwischenspiel an der Harvard University, wo er für das New Mexico Bureau of Mines Feldarbeiten in den Organ Mountains in New Mexico durchführte, kehrte er 1934 als Geologe für den British Geological Survey in das Vereinigte Königreich zurück, um zunächst im Old Red Sandstone bei Chepstow und schließlich wieder über die Eisenerze von Cumbria zu arbeiten. Während des Zweiten Weltkriegs nahm er an der Untersuchung über die Eisenerzvorräte in Nordengland teil. Die Ergebnisse seiner Arbeit in dieser Region erschienen 1948 unter dem Titel The Geology of the North Pennine Orefield. Mit dem Bergbau blieb Dunham lange verbunden und arbeitete später immer wieder als Berater für verschiedene Bergbaugesellschaften.
1950 ging Durham als Geologieprofessor an die University of Durham zurück, in einer Zeit, als das geologische Institut der Universität wie viele andere in Großbritannien eine Phase raschen Wachstums durchlief. Bekannt war Dunham nicht nur unter seinen Studenten für seine Vorliebe für geologische Feldarbeit, sondern auch für die anstrengenden, aber fröhlichen geologischen Exkursionen. Während seiner Amtszeit betreute er die Bohrung von Rookhope, die gemäß seiner eigenen Vorhersagung und der seines Kollegen Martin Bott das Vorhandensein einer Granit-Intrusion – des Weardale-Granits – unter den Pennines bewies.
1967 erreichte seine Karriere einen Höhepunkt, als er die Stelle des Direktors des British Geological Survey übernahm. Ebenso wie in seiner Zeit als Direktor der geologischen Fakultät in Durham führte er den Survey erfolgreich durch eine Zeit raschen Wachstums in Gebieten wie der Geophysik, der Ozeanographie und der Geochemie. Er reiste viel, und besuchte seine Untergebenen auch in den abgelegensten Außenposten.
Nach seiner Pensionierung kehrte Dunham 1975 als Emeritus wieder nach Durham zurück und veröffentlichte weitere Arbeiten über die Bodenschätze Nordenglands. Im hohen Alter verließ ihn die Sehkraft bis zur völligen Blindheit. Trotzdem besuchte er weiterhin die wöchentlichen Versammlungen der Arthur-Holmes-Gesellschaft in Durham, unterstützt von seinem Freund und Kollegen Dr. Tony Johnson.

## Ehrungen
Kingley Dunham wurde vielfach ausgezeichnet und war Ehrendoktor von mehr als zehn Universitäten innerhalb und außerhalb des Vereinigten Königreiches. Er war Fellow des St John’s College in Durham, Fellow of the Royal Society (1955) und ab 1971 als Sekretär für auswärtige Angelegenheiten und stellvertretender Vorsitzender für fünf Jahre Mitglied des Rates der Royal Society. 1970 erhielt er die Royal Medal. 1971 wurde er zum Fellow der Royal Society of Edinburgh gewählt. Dunham war Präsident der Yorkshire Geological Society (1958–1959) und erhielt 1963 die Sorby-Medaille dieser Vereinigung. 1972 wurde er zum Knight Bachelor geschlagen und erhielt 1966 die Murchison-Medaille und 1976 die Wollaston-Medaille der Geological Society of London, deren Präsident er von 1966 bis 1968 war. 1976 wurde er mit der Haidinger-Medaille der Geologischen Bundesanstalt und 1981 mit der Leopold-von-Buch-Plakette der Deutschen Geologischen Gesellschaft ausgezeichnet.
Der Hauptsitz des British Geological Survey in Keyworth, Nottinghamshire, heißt zu seinen Ehren Kingsley Dunham Centre. Dunham spielte eine entscheidende Rolle in der Vereinigung der bisher verstreuten Abteilungen des Survey, eine seiner letzten Amtshandlungen als Direktor. Das Zentrum wurde 1976 kurz nach Dunhams Pensionierung eröffnet, mit Malcolm Brown als neuem Direktor des Survey.

## Werke
Dunham veröffentlichte mehr als 200 Aufsätze und mehrere Bücher. Seine bekanntesten Veröffentlichungen waren:
- The Geology of the Northern Pennine Orefield. 2. Auflage. Band I, 1990.
- The Geology of the Northern Pennine Orefield, Band II. 1985 (mit A. A. Wilson).
- Rafter Sulphur and oxygen isotope studies in the northern Pennines in relation to ore genesis. In: Transactions of the Institute of Mineralogy and Metallurgy of London. B 80, 1971, S. B259–B276 (Diskussion B 81, B172–177; B 82, B46; mit M. Solomon und T.A.).
- Ore genetics in the northern Pennines 1948–1990. In: Transactions of the Natural and Historical Society of Northumberland. Band 56, 1993, S. 4–12.
- Rich silver-bearing ores in the Northern Pennines? In: Proceedings of the Yorkshire Geological Society. Band 53, 2001, S. 207–212 (mit B. Young, G.A.L. Johnson, T.B. Colman und R. Fossitt).